# Obróbka ścierna
Obróbka ścierna – rodzaj obróbki skrawaniem, w której narzędziem skrawającym są ziarna ścierne luźne albo w postaci pasty, tarczy, osełki, papieru lub płótna ściernego. Liczba ostrzy skrawających i ich geometria są niezdefiniowane. Naddatek materiału usuwany jest w postaci drobnych wiórów oraz cząsteczek wyrywanych siłą tarcia.
Obróbka ścierna charakteryzuje się najczęściej bardzo małą głębokością skrawania.

## Klasyfikacja obróbki ściernej ze względu na rodzaj używanego narzędzia
- Obróbka narzędziami ściernymi:
  - szlifowanie ściernicą
  - szlifowanie taśmowe
  - gładzenie
  - dogładzanie oscylacyjne
  - dogładzanie osełkowe
- Obróbka luźnym ścierniwem:
  - docieranie docierakami
  - polerowanie ścierne
  - obróbka udarowo-ścierna
  - docieranie bębnowe
  - docieranie wirowe
  - obróbka strumieniowo-ścierna
  - honowanie